# Anton Höfliger
Benedikt Anton Wolfgang Höfliger (* 12. September 1811 in Rapperswil; † 17. Juni 1886 in Jona; heimatberechtigt in Rapperswil) war ein Schweizer Jurist und Politiker. Er war römisch-katholischer Konfession.

## Leben

### Familie
Der Vater von Anton Höfliger war Demetrius Höfliger, Wirt des Hecht, der sowohl im Stadtrat als auch nach 1815 im Grossrat tätig war.
Er war verheiratet mit Maria Josepha (geb. Gilli).

### Werdegang
Anton Höfliger erhielt seine schulische Ausbildung an verschiedenen Institutionen, darunter das katholische Gymnasium (siehe Flade (Schule)) in St. Gallen, das Kollegium in Delsberg sowie das Lyzeum in Luzern. Nach seiner Schulzeit studierte er Rechtswissenschaften an den Universitäten in München und Heidelberg, wo er seine Grundlagen für eine spätere Karriere als Rechtsanwalt legte. Er ließ sich in St. Gallen nieder, wo er als Rechtsanwalt tätig wurde.
Seine politische Karriere begann in der Mitte des 19. Jahrhunderts. Von 1841 bis 1848, 1855 bis 1859 sowie 1862 bis 1863 war er Kantonsrichter. Zudem diente er von 1843 bis 1855 als katholischer Administrationsrat (1854 Vizepräsident) und war von 1845 bis 1857 sowie von 1859 bis 1873 Mitglied des St. Galler Grossrats. In den Jahren 1859 bis 1861 war er Regierungsrat (1860 Präsident), wo er das Polizeidepartement leitete und 1860 das Amt des Landammanns innehatte. In den Jahren 1864 bis 1870 war er erneut Regierungsrat, diesmal im Baudepartement.
Anton Höfliger war auch Mitglied des Ständerates von 1861 bis 1864. In der politischen Landschaft gehörte er zu den Führern der konservativen Volkspartei, zusammen mit Persönlichkeiten wie Gallus Jakob Baumgartner, Leonhard Gmür und Johann Joseph Müller. Trotz seiner konservativen Ausrichtung vertrat er während der Verfassungsrevision von 1860 bis 1861 eine versöhnliche Haltung.
Neben seiner politischen Karriere war Anton Höfliger auch in der Wirtschaft aktiv. Ab 1853 war er Verwaltungsrat der Südostbahngesellschaft und von 1867 bis 1885 der Vereinigten Schweizerbahnen, wo er von 1874 bis 1884 als Präsident fungierte.

## Schriften (Auswahl)
- Kantonsschule und Wälderverkauf: Gutachten gegen den Entwurf einer Uebereinkunft. St. Gallen, 1856 (Digitalisat).